# Öribarik
Az Öribarik (eredeti cím: Best Friends Whenever) 2015-től 2016-ig futott amerikai televíziós vígjátéksorozat, amelyet Jed Elinoff és Scott Thomas alkotott. A főbb szerepekben Landry Bender, Lauren Taylor, Gus Kamp, Ricky García, Benjamin Cole Royer és Matthew Lewis Royer látható. 
Amerikában 2015. június 26-án volt a premiere a Disney Channelen. Magyarországon pedig 2015. szeptember 19-én mutatták be a Disney Channelen.

## Ismertető
A történet az oregoni Portlandben játszódik. Két lány, Shelby és Cyd, legjobb barátok, akik együtt élnek, mialatt Cyd szülei régészeti ásatáson vannak Peruban. Miután Barry szomszéduk tudományos laborjában történik egy baleset, képesek lesznek utazni az időben, ha mindketten arra a helyre gondolnak, ahová menni akarnak, és átölelik egymást. Viszont amikor a jövőbe utaznak, mindig ugyanott kötnek ki, egy asztalhoz kötözve. Meg kell oldaniuk ezt a rejtélyt, miközben számos kalandot élnek át.

## Szereplők

### Főszereplők
| Szereplő        | Színész             | Magyar hang    |
| --------------- | ------------------- | -------------- |
| Cyd Ripley      | Landry Bender       | Csifó Dorina   |
| Shelby Marcus   | Lauren Taylor       | Dögei Éva      |
| Barry Eisenberg | Gus Kamp            | Baráth István  |
| Naldo Montoya   | Ricky García        | Szalay Csongor |
| Bret Marcus     | Benjamin Cole Royer | Ács Balázs     |
| Chet Marcus     | Matthew Lewis Royer | Nagy Gereben   |

### Mellékszereplők
| Szereplő     | Színész            | Magyar hang        |
| ------------ | ------------------ | ------------------ |
| Astrid       | Mary Passeri       | Zakariás Éva       |
| Norm         | Kevin Symons       | Pusztaszeri Kornél |
| Marci        | Madison Hu         | Pekár Adrienn      |
| Ms. Nesbit   | Jocelyn Ayanna     | Sági Tímea         |
| Mr. Doyle    | Larry Joe Campbell | Holl Nándor        |
| Janet Smythe | Nora Dunn          | Erdős Borcsa       |

## Gyártás
A sorozatot Jed Elinoff és Scott Thomas készítette. Ők készítették a Randy Cunningham: Kilencedikes nindzsa című sorozatot is. A szereplőválogatás 2015 januárjában kezdődött.
2015. március 6-án a Disney berendelte a sorozatot, és még ebben a hónapban elkezdték a gyártását.
2016. február 29-én a Disney Channel berendelte a sorozat 2. évadát.

## Epizódok
| Évad | Évad | Epizódok | Eredeti sugárzás | Eredeti sugárzás   | Magyar sugárzás      | Magyar sugárzás    |
| Évad | Évad | Epizódok | Évadpremier      | Évadfinálé         | Évadpremier          | Évadfinálé         |
| ---- | ---- | -------- | ---------------- | ------------------ | -------------------- | ------------------ |
|      | 1    | 18       | 2015. június 26. | 2016. május 22.    | 2015. szeptember 19. | 2016. december 19. |
|      | 2    | 12       | 2016. július 25. | 2016. december 11. | 2016. november 6.    | 2017. december 19. |

## Fordítás
- Ez a szócikk részben vagy egészben  a   Best Friends Whenever című angol Wikipédia-szócikk ezen változatának fordításán alapul.  Az eredeti cikk szerkesztőit annak laptörténete sorolja fel. Ez a jelzés csupán a megfogalmazás eredetét és a szerzői jogokat jelzi, nem szolgál a cikkben szereplő információk forrásmegjelöléseként.